# Bohdan Bednarski

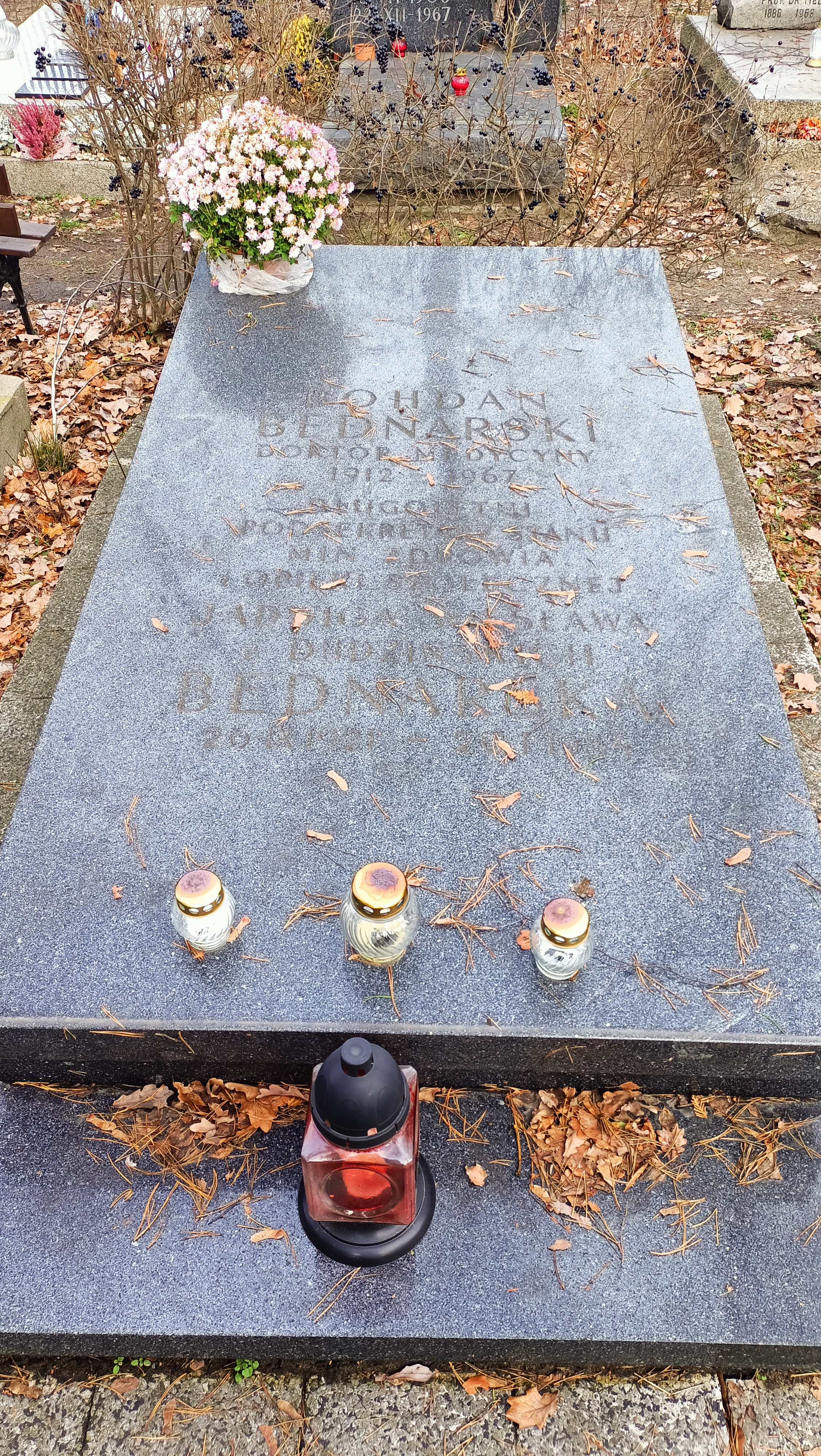
Grób Bohdana Bednarskiego na cmentarzu Wojskowym na Powązkach

Bohdan Bednarski (ur. 12/15 czerwca lub 15 lipca 1912 w Warszawie, zm. 8 lutego 1967) – polski działacz państwowy i partyjny, lekarz chirurg, podsekretarz stanu w resortach związanych ze zdrowiem (1951–1957, 1960–1967).

## Życiorys
Syn Juliana i Zofii. W latach 1931–1937 studiował na Wydziale Lekarskim Uniwersytetu Warszawskiego, następnie do 1939 odbywał służbę wojskową w Szkole Podchorążych Sanitarnych Rezerwy. W 1939 powołany na ćwiczenia rezerwistów w Modlinie, uczestniczył następnie w wojnie obronnej. Od 1940 asystent oddziału chirurgicznego Szpitala Ewangelickiego w Warszawie, a po jego likwidacji od 1943 do 1944 na tożsamym stanowisku w Szpitalu pw. Przemienienia Pańskiego. Po upadku powstania warszawskiego trafił do obozu tymczasowego w Pruszkowie, pomiędzy 1944 a 1945 kierownik oddziału chirurgii Szpitala Dzieciątka Jezus (mieszczącego się tymczasowo w Piastowie). W kolejnych latach chirurg w Szpitalu Miejskim w Warszawie (1945–1946) i Centralnej Poliklinice Ministerstwa Bezpieczeństwa Publicznego (od 1946). Był także delegatem Ministerstwa Oświaty na wstępne egzaminy na wydział lekarski oraz członkiem Senatu Akademii Medycznej w Warszawie. Autor około 30 publikacji z zakresu ochrony zdrowia, działał w Towarzystwie Chirurgicznym i Towarzystwie Świadomego Macierzyństwa.
Od 1947 działał w Polskiej Partii Robotniczej i Polskiej Zjednoczonej Partii Robotniczej, był m.in. członkiem egzekutywy OOP PPR w Centralnej Poliklinice i członkiem Komitetu Uczelnianego PZPR na Akademii Medycznej. Od października 1951 do maja 1967 podsekretarz stanu w Ministerstwie Zdrowia, pełnił tę funkcję także w Ministerstwie Zdrowia i Opieki Społecznej od maja 1960 do śmierci w lutym 1967.
Pochowany na Cmentarzu Wojskowym na Powązkach w Warszawie. Wyróżniony tytułem członka honorowego Polskiego Towarzystwa Anatomopatologów (1964).